# Obrona terytorialna
Obrona terytorialna – jeden z dwóch elementów często stosowanego podziału potencjału zbrojnego / obronnego państw, element dopełniający do wojsk operacyjnych, sił zbrojnych.

## Obrona terytorialna na świecie
Lista formacji wojskowych spełniających funkcję obrony terytorialnej:
| Nazwa oryginalna                  | Nazwa polska                    | Państwo           |
| --------------------------------- | ------------------------------- | ----------------- |
| National Guard                    | Gwardia Narodowa                | Stany Zjednoczone |
| Hemvärnet                         | Gwardia Krajowa                 | Szwecja           |
| Hjemmeværnet                      | Gwardia Krajowa                 | Dania             |
| Heimevernet                       | Gwardia Krajowa                 | Norwegia          |
| Kaitseliit                        | Liga Obrony                     | Estonia           |
| Zemessardze                       | Gwardia Narodowa                | Łotwa             |
| Aktivní záloha                    | Aktywna Rezerwa                 | Czechy            |
| Army Reserve                      | Armia Rezerwowa                 | Wielka Brytania   |
| Syły terytorial'noji oborony      | Siły obrony terytorialnej       | Ukraina           |
| Krašto apsaugos savanorių pajėgos | Narodowe Ochotnicze Siły Obrony | Litwa             |

## Obrona terytorialna w Polsce
Element często stosowanego podziału potencjału zbrojnego / obronnego Sił Zbrojnych Rzeczypospolitej Polskiej na siły obrony terytorialnej (OT) oraz wojska operacyjne.

### Koncepcja obrony terytorialnej w latach 90 XX wieku
Przy nieagresywnej a defensywnej strategii siły obrony terytorialnej przeważają nad siłami operacyjnymi. Podstawowym organem dowodzenia w obronie terytorialnej jest dowództwo okręgu wojskowego.
Zadania obrony terytorialnej
Siły obrony terytorialnej wykonują zadania z zakresu obrony powszechnej państwa oraz wsparcia i zabezpieczenia wojsk operacyjnych. Ponadto mogą prowadzić działania bojowe oraz ratownicze. Jednak działania OT ograniczone są do terenu kraju. Poszczególne oddziały obrony terytorialnej mogą być w określonych przypadkach podporządkowane operacyjnie dowódcom sojuszniczym.
Obrona terytorialna – to część zadań realizowanych w ramach wojskowej obrony obszaru kraju, do których należy:
1. prowadzenie rozpoznania oraz ostrzeganie i alarmowanie wojsk i załóg obiektów wojskowych o grożącym niebezpieczeństwie;
2. odpieranie uderzeń na wojska i obiekty wojskowe lub zmniejszanie skutków tych uderzeń;
3. zabezpieczenie mobilizacyjnego rozwinięcia całości sił zbrojnych;
4. zabezpieczenie przegrupowania wojsk operacyjnych własnych i sojuszniczych na front zewnętrzny;
5. zwalczanie desantów powietrznych i sił rajdowo-uderzeniowych oraz grup dywersyjno-rozpoznawczych przeciwnika;
6. ochrona i obrona określonych obiektów;
7. zapewnienie samoobrony garnizonów wojskowych i zakładów pracy działu obrony narodowej;
8. likwidacja skutków uderzeń nieprzyjaciela na wojska i obiekty wojskowe, jak również prowadzenie akcji ratunkowych na rzecz ludności cywilnej i aglomeracji miejsko-przemysłowych;
9. szkolenie rezerw osobowych, uzupełnienie wojsk i realizacja zaopatrzenia materiałowo-technicznego.

Struktura
Szefostwo Obrony Terytorialnej działało w strukturach Sztabu Generalnego WP. W dowództwach poszczególnych rodzajów sił zbrojnych działały wydziały obrony terytorialnej. Skład i struktura wojsk OT podporządkowane były podziałowi terytorialnemu państwa, wg potrzeb poszczególnych rejonów.

### Obrona terytorialna od 2017 r.
1 stycznia 2017 r. weszła w życie ustawa wprowadzająca Wojska Obrony Terytorialnej jako jeden z rodzajów Sił Zbrojnych.